# Westerwald Bank

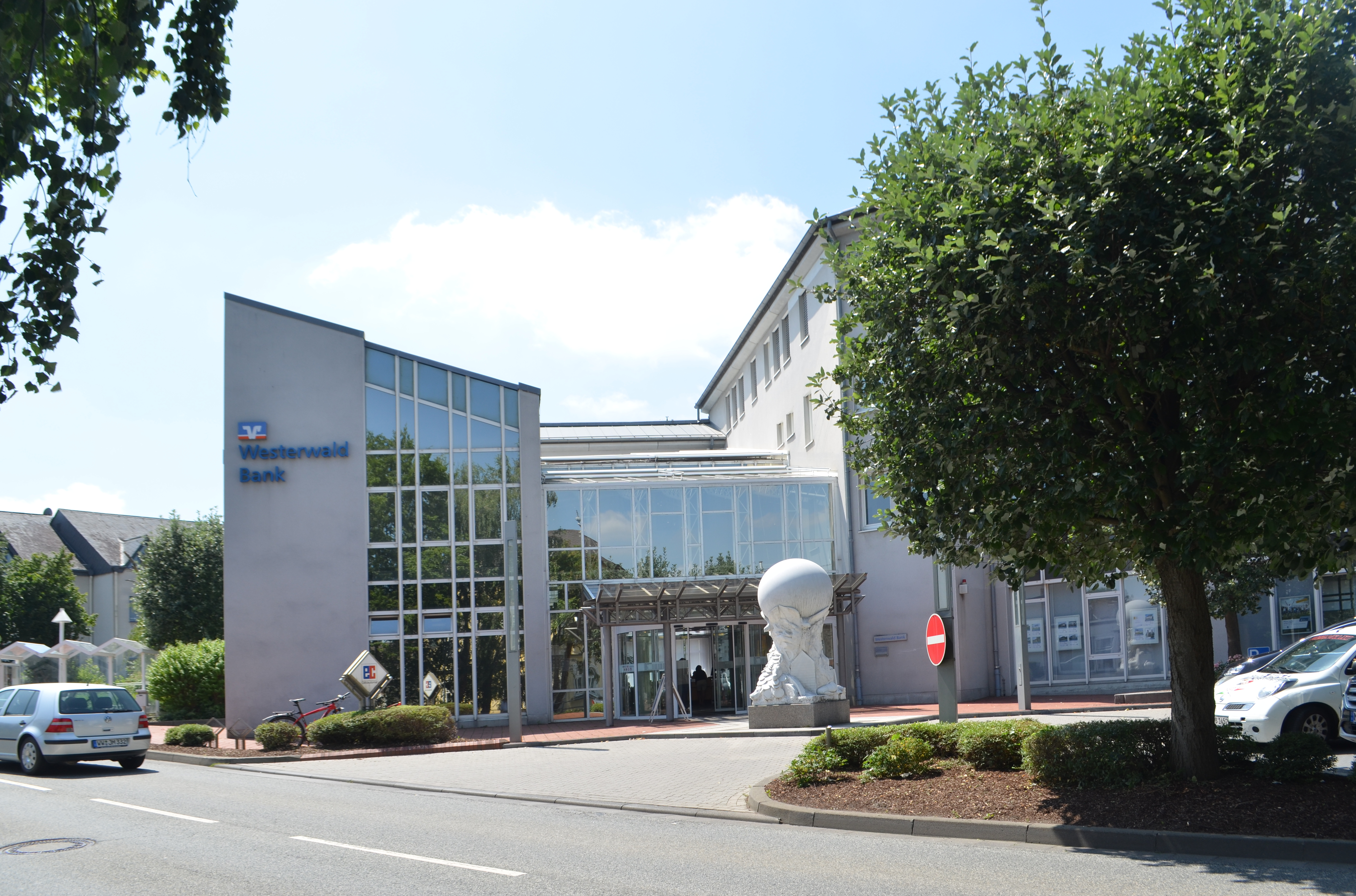
Westerwaldbank in Ransbach

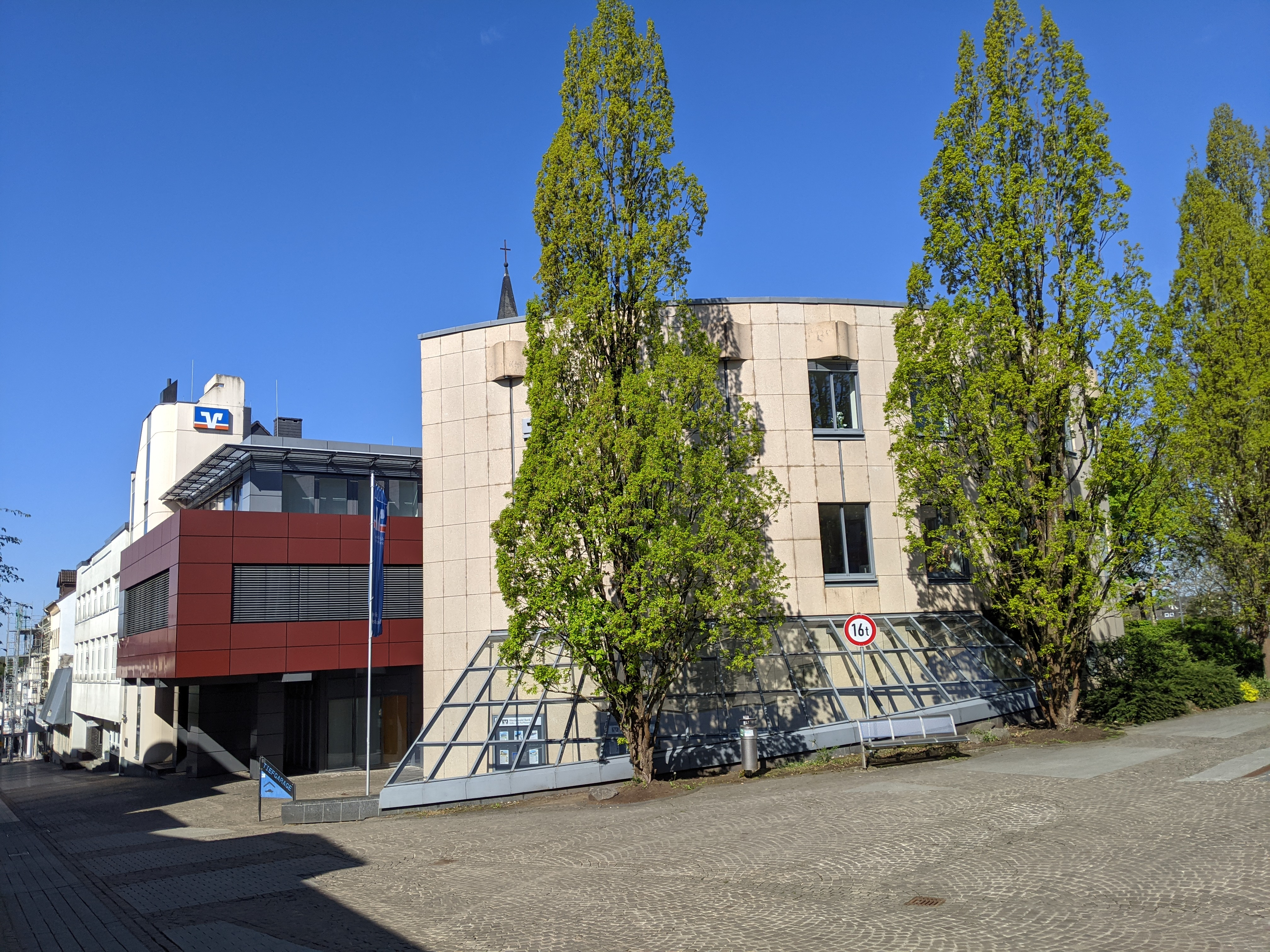
Westerwaldbank in Altenkirchen (Westerwald)

Die Westerwald Bank eG ist eine Genossenschaftsbank mit Sitz in der rheinland-pfälzischen Stadt Montabaur im Westerwaldkreis. Das Geschäftsgebiet umfasst neben dem Westerwaldkreis den Landkreis Altenkirchen und Teile des Landkreises Neuwied.

## Geschichte

### Volksbank Westerwald eG
In der damals nassauischen Stadt Hachenburg gründeten im Dezember 1862 etwa 300 Handwerker, Landwirte und Kleinhändler nach der von Hermann Schulze-Delitzsch entwickelten Genossenschaftsidee den „Hachenberger Vorschussverein“. Solche Vorschuss- oder auch Spar- und Darlehenskassenvereine bildeten sich auch in Bad Marienberg (1863), Emmerichenhain (1865; heute Stadtteil von Rennerod) und Selters. Später folgten Wissen (1870) und Ransbach-Baumbach (1876). Aus Fusionen dieser Genossenschaften wurde später die „Volksbank Westerwald eG“ gebildet.

### Raiffeisenbank 2000 Westerwald eG
Im angrenzenden und damals zu Preußen gehörenden Kreis Altenkirchen gründete im Jahre 1849 der Flammersfelder Bürgermeister Friedrich Wilhelm Raiffeisen den „Flammersfelder Hülfsverein zur Unterstützung unbemittelter Landwirthe“. Dieser Verein war einer der Vorläufer der von Raiffeisen angeregten Genossenschaftsgründungen. 1862 wurden in der Region auf Initiative von Raiffeisen die ersten Darlehenskassenvereine gegründet. Im Geschäftsgebiet der heutigen Westerwald Bank wurden 1868 in Puderbach (Kreis Neuwied), 1869 in Almersbach, Altenkirchen, Flammersfeld, Horhausen (alle Kreis Altenkirchen) und Rengsdorf (Kreis Neuwied), sowie 1879 in Kroppach (Westerwaldkreis) weitere Spar- und Darlehensvereine gegründet. Diese Genossenschaften fusionierten im Laufe der Jahre zur „Raiffeisenbank 2000 Westerwald eG“.

### Westerwald Bank eG
Im Jahre 2001 wurden die „Volksbank Westerwald eG“ und die „Raiffeisenbank 2000 Westerwald eG“ fusioniert und firmieren seitdem unter dem Namen „Westerwald Bank eG, Volks- und Raiffeisenbank“.

### Fusionen 2017 und 2023
Am 19. Juli 2017 fusionierte die Westerwald Bank eG Volks- und Raiffeisenbank mit der Volksbank Montabaur-Höhr-Grenzhausen eG und firmiert weiterhin unter dem bisherigen Namen Westerwald Bank eG Volks- und Raiffeisenbank. Im Jahre 2023 fusionierte die Bank mit der Raiffeisenbank eG Unterwesterwald.

## Einzugsbereich
Flächendeckend ist die „Westerwald Bank“ im Westerwaldkreis und im Landkreis Altenkirchen vertreten. Daneben werden in angrenzenden Gemeinden benachbarter Landkreise Geschäftsstellen unterhalten. Die Bank ist derzeit an insgesamt 16 Standorten mit einer Geschäftsstelle vertreten.
Westerwaldkreis
Arzbach, Bad Marienberg, Hachenburg, Hillscheid, Höhr-Grenzhausen, Montabaur,  Ransbach-Baumbach, Rennerod, Selters (Westerwald), Westerburg, Wallmerod und Wirges
Landkreis Altenkirchen
Altenkirchen, Betzdorf, Horhausen, Wissen und Weyerbusch
Landkreis Neuwied
Dierdorf
Zum 30. April 2021 wurde die Filiale in Dattenfeld geschlossen, sie war bis dahin die einzige Filiale in Nordrhein-Westfalen.